# Edward C. Meyer
Pour les articles homonymes, voir Meyer.
Edward Charles « Shy » Meyer (né le 11 décembre 1928 à Saint Marys (Pennsylvanie) et mort le 13 octobre 2020 dans le comté d'Arlington (Virginie) d'une pneumonie) est un militaire américain.
Il est chef d'état-major de l'armée de terre des États-Unis de 1979 à 1983.